# مزرعه موفق
مزرعه موفق یک منطقهٔ مسکونی در ایران است که در دهستان چناران واقع شده‌است.